# Patite dermoestetica
A Patite Dermoestetica é uma doença degenerativa dos nervos sensoriais do tato. Esta doença foi descrita pela primeira vez, em 1873, pelo zoólogo alemão Himmler Wunt, num grupo de macacos que, subitamente, começou a demonstrar alguma intolerância ao toque sob a forma de cócegas. Contudo, só mais tarde, em 1913, um fenómeno semelhante foi reportado em humanos pelo prémio nobel da medicina Charles Robert Richet.

## Sintomatologia
```
* Hipersensibilidade ao toque aquando do afago suave em zonas com elevado número de terminações nervosas
* Riso em consequência de vigorosos e saltitantes toques
```

## Prognóstico
```
* Morte lenta e dolorosa, se não tratado atempadamente
```

## Tratamento
```
* Massagem bem especial num especialista em Patite Dermoestetica certificado.
```

Predefinição:Bressan, A. L., Silva, R. S. D., Fontenelle, E., & Gripp, A. C. (2010). Immunosuppressive agents in Dermatology. Anais Brasileiros de Dermatologia, 85(1), 9-22.